# Jednostki pancerne Wojska Polskiego

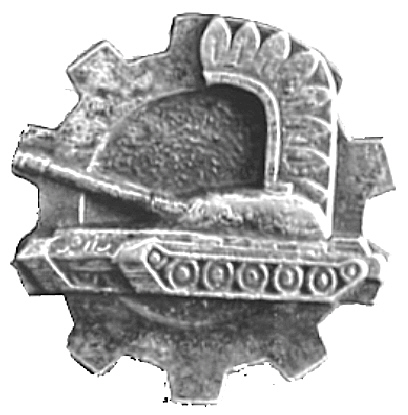
Korpusówka wojsk pancernych

Jednostki pancerne Wojska Polskiego – spis polskich jednostek pancernych: ich geneza, struktura organizacyjna; podległość i przeformowania.

## Jednostki broni pancernych II RP
Pułki pancerne
- 1 pułk czołgów
- 1 pułk pancerny
- 2 pułk pancerny
- 3 pułk pancerny

Bataliony pancerne
- 1 batalion pancerny
- 2 batalion pancerny
- 3 batalion pancerny
- 4 batalion pancerny
- 5 batalion pancerny
- 6 batalion pancerny
- 7 batalion pancerny
- 8 batalion pancerny
- 9 batalion pancerny
- 10 batalion pancerny
- 11 batalion pancerny
- 12 batalion pancerny

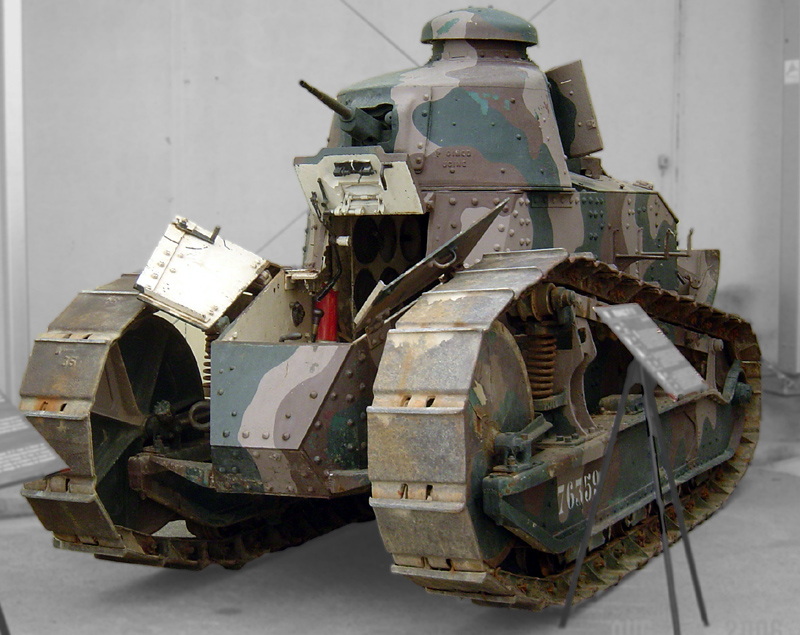
Czołg Renault FT 17

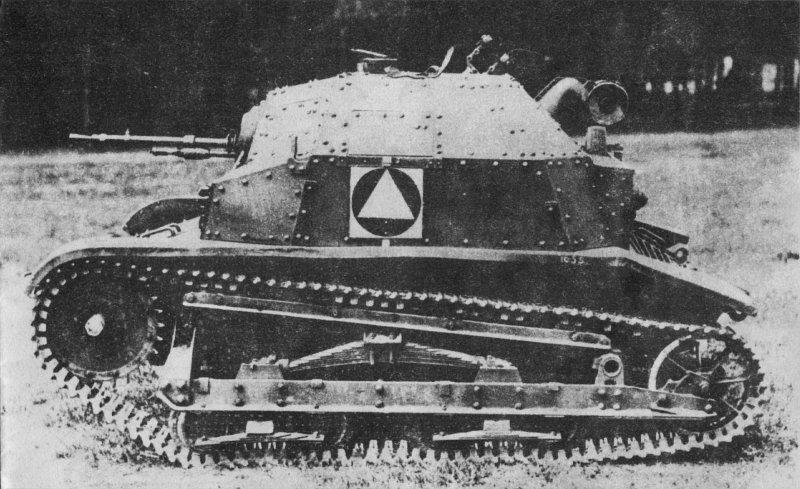
czołg TKS

Batalion był jednostką wojskową „czasu P”, spełniającą zadania mobilizacyjne wobec oddziałów i pododdziałów broni pancernej „czasu W”. Mobilizował przede wszystkim dywizjony pancerne i samodzielne kompanie czołgów rozpoznawczych.

## Jednostki pancerne PSZ

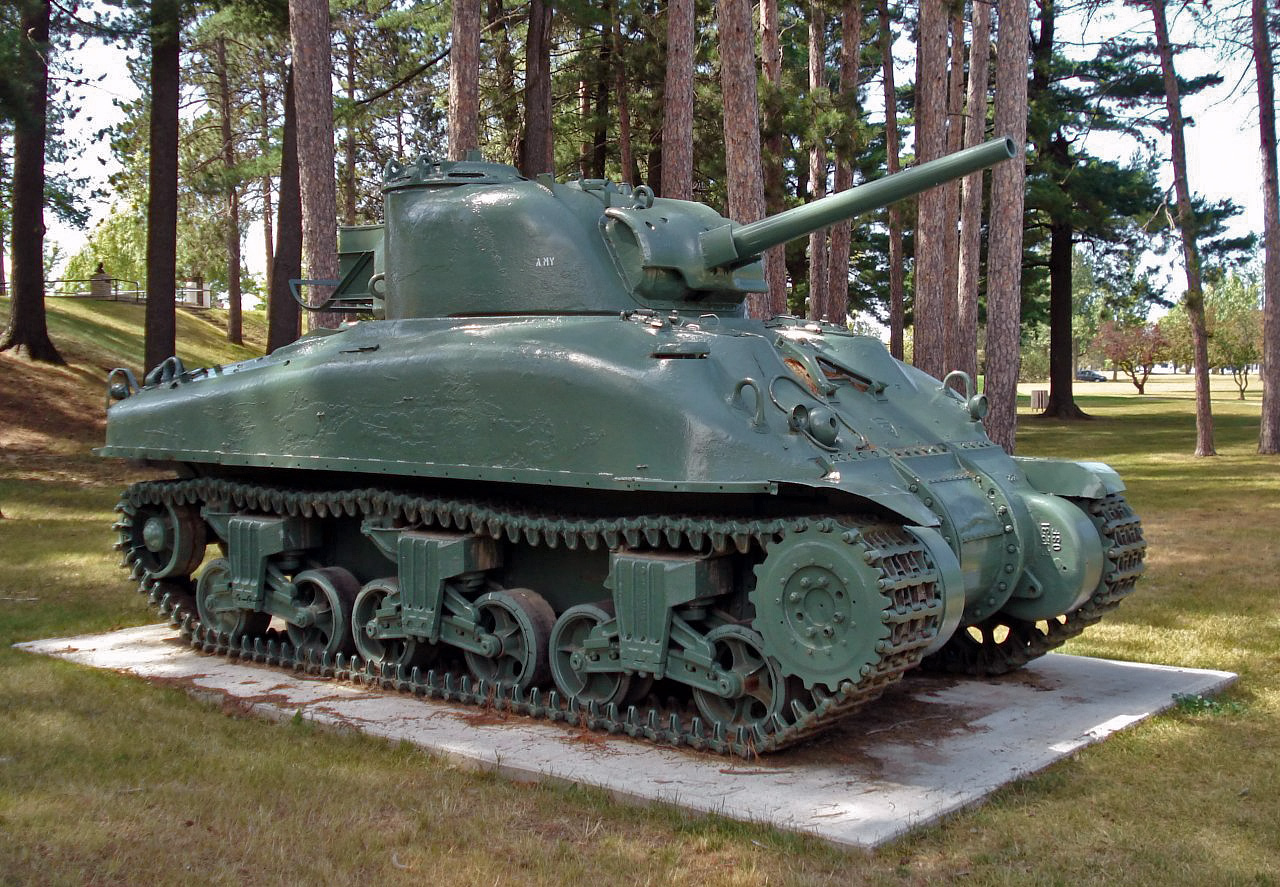
Sherman M4

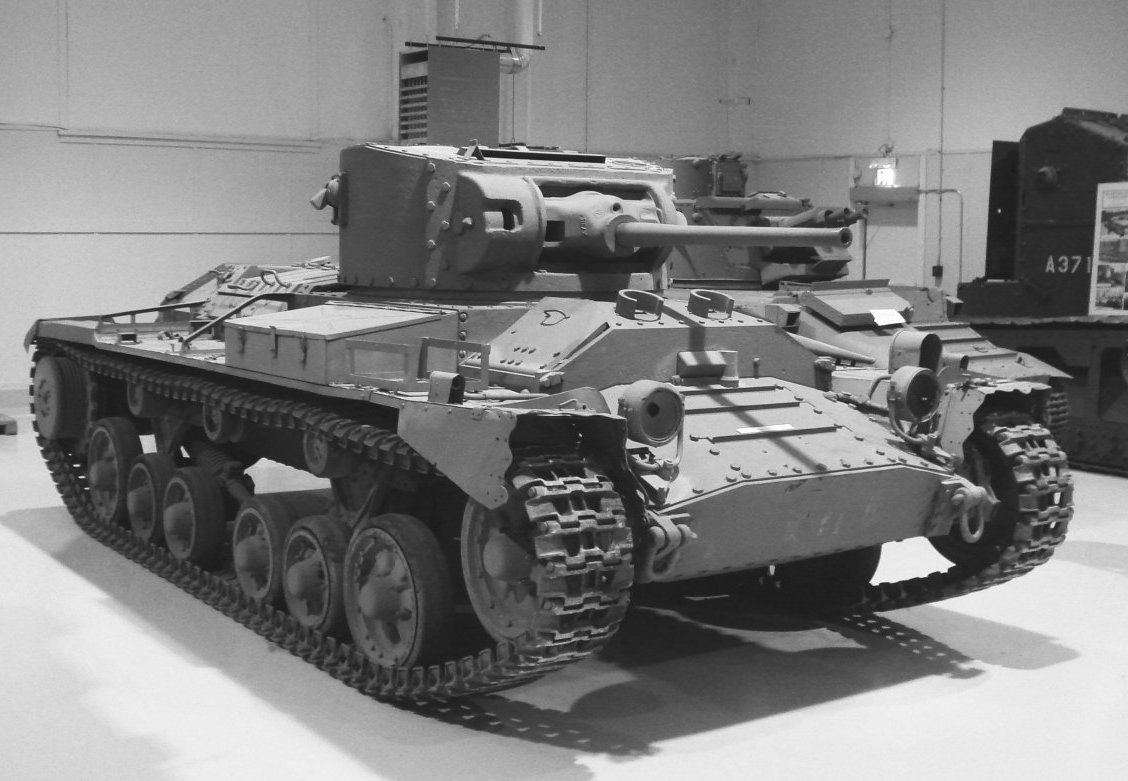
Valentine – czołg polskich pułków z 1943

### Korpusy
- 1 Korpus Pancerno-Motorowy

### Dywizje pancerne
- 1 Dywizja Pancerna (PSZ)
- 2 Warszawska Dywizja Pancerna

### Brygady pancerne
- 2 Brygada Czołgów
- 2 Warszawska Brygada Pancerna
- 10 Brygada Kawalerii Pancernej we Francji
- 10 Brygada Kawalerii Pancernej (PSZ)
- 14 Brygada Pancerna
- 16 Brygada Czołgów
- 16 Brygada Pancerna (PSZ)

## Jednostki pancerne na froncie wschodnim
Korpus pancerny
- 1 Drezdeński Korpus Pancerny

Brygady pancerne:
- 1 Warszawska Brygada Pancerna
- 2 Sudecka Brygada Pancerna
- 3 Drezdeńska Brygada Pancerna
- 4 Drezdeńska Brygada Pancerna

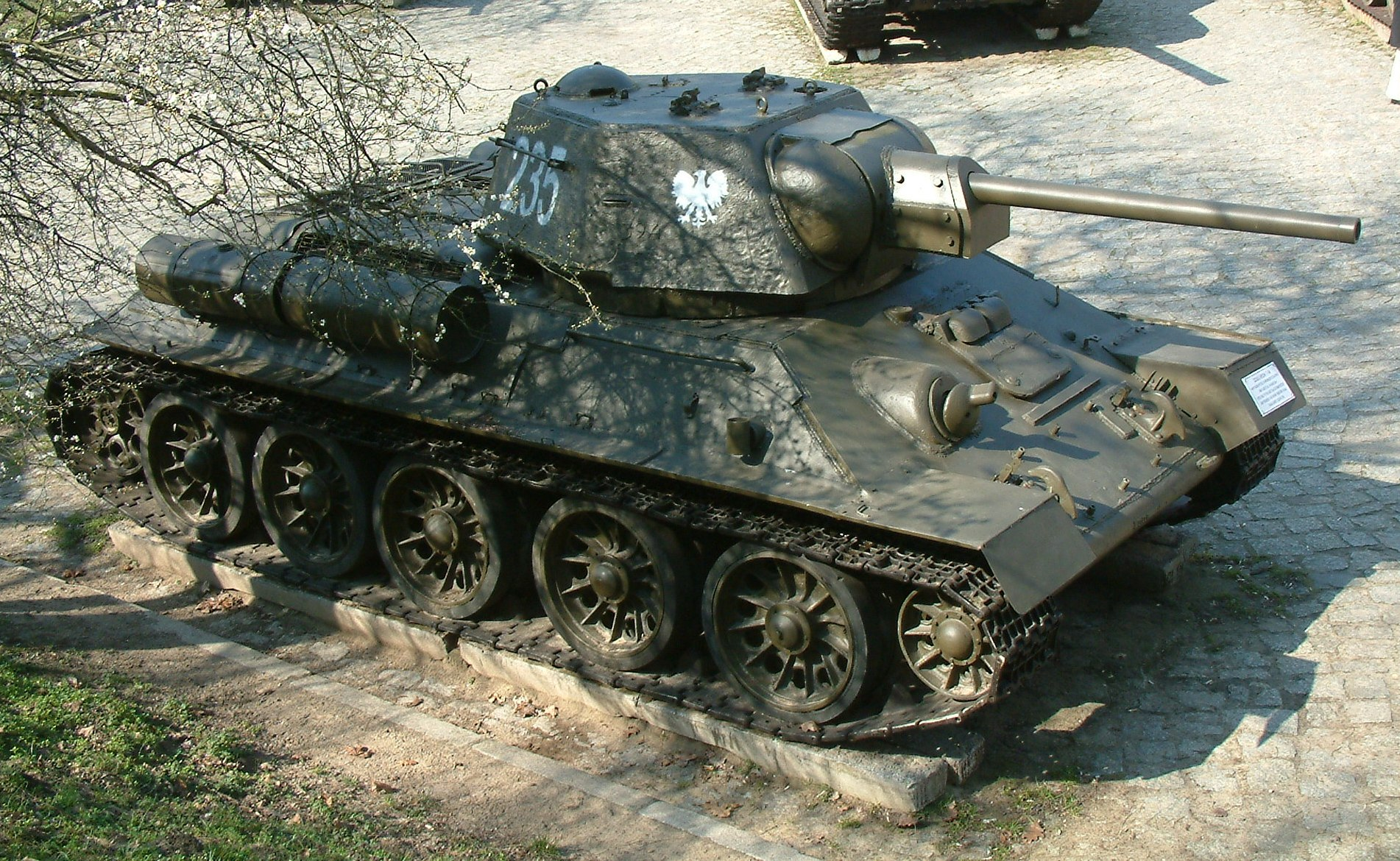
T-34/76

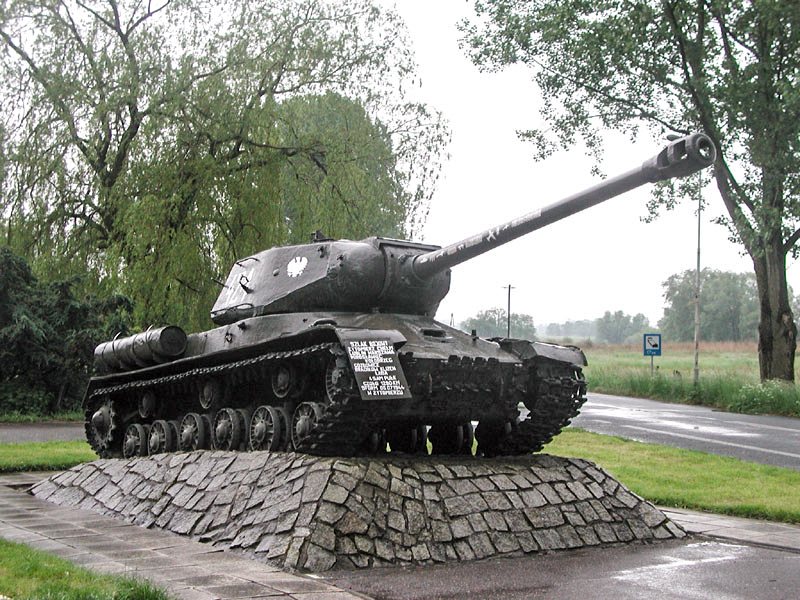
Czołg ciężki IS-2

- 16 Dnowsko-Łużycka Brygada Pancerna

Pułki czołgów

## Jednostki pancerne po 1945

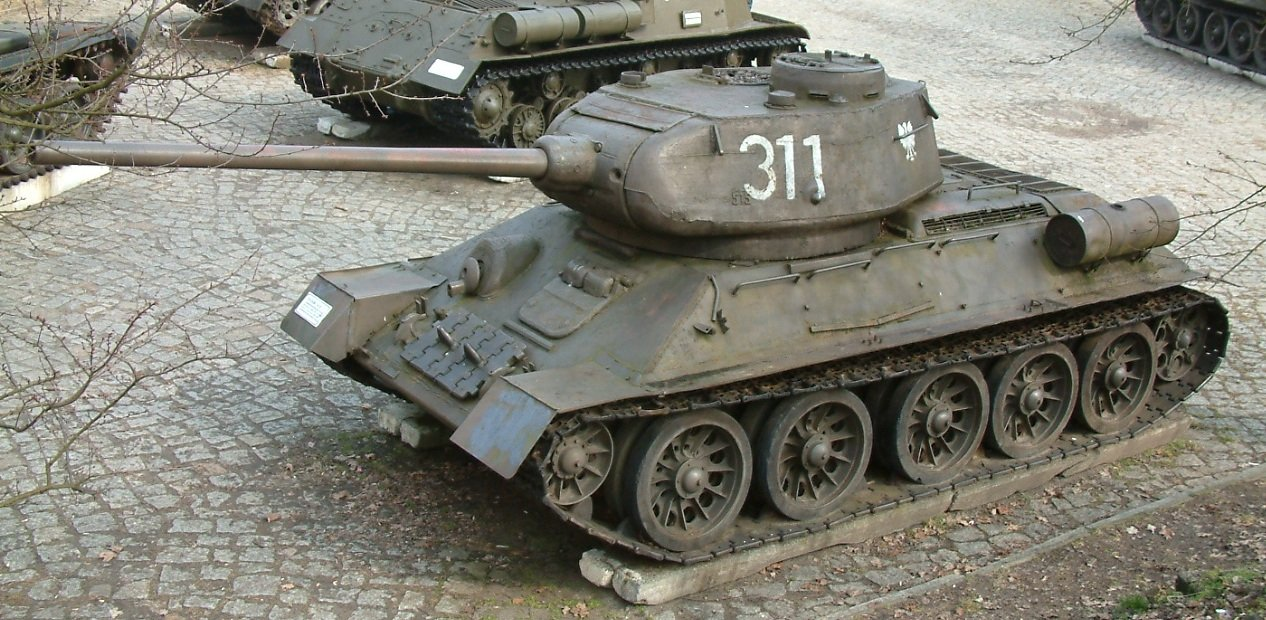
T-34/85

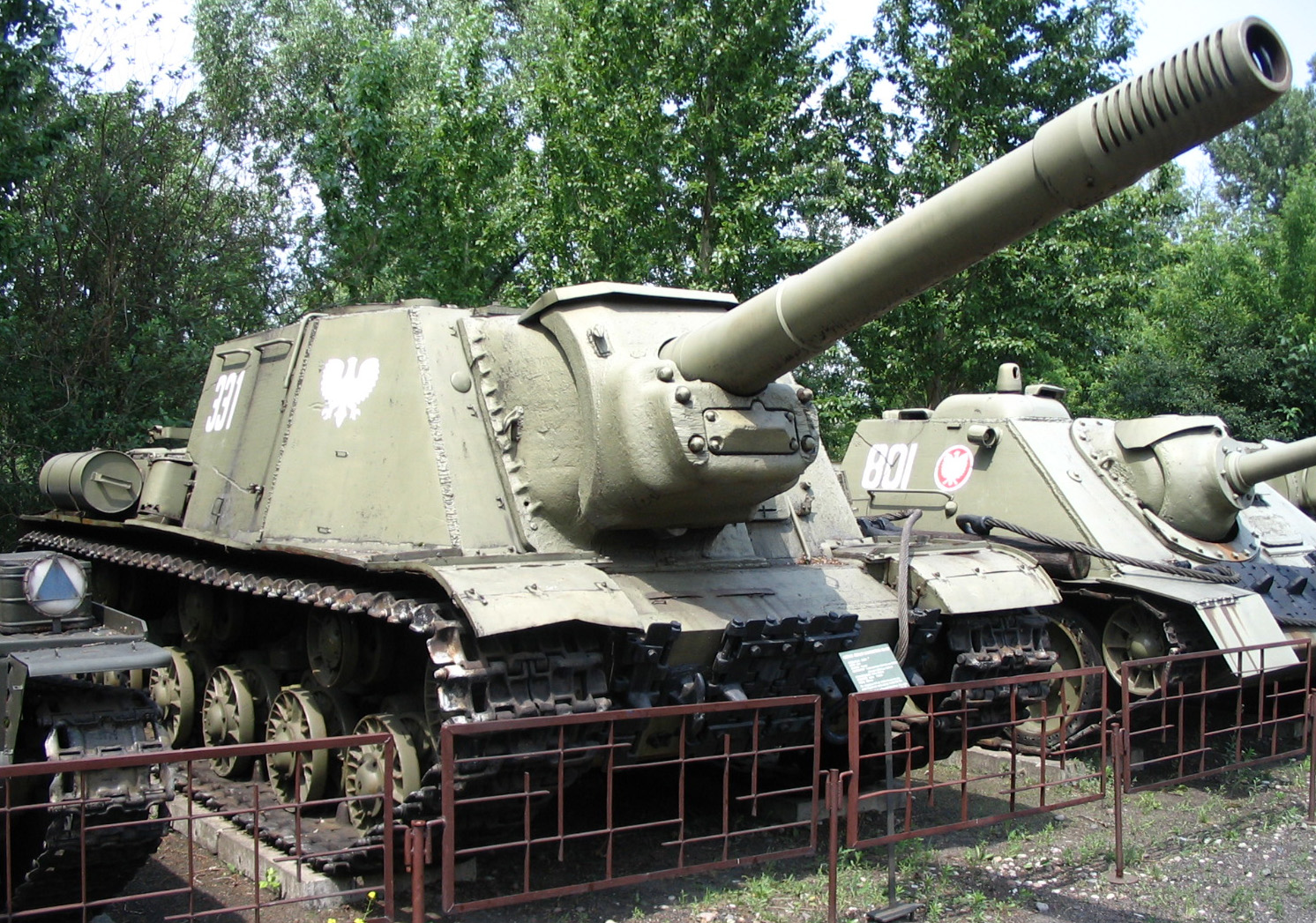
ISU-152

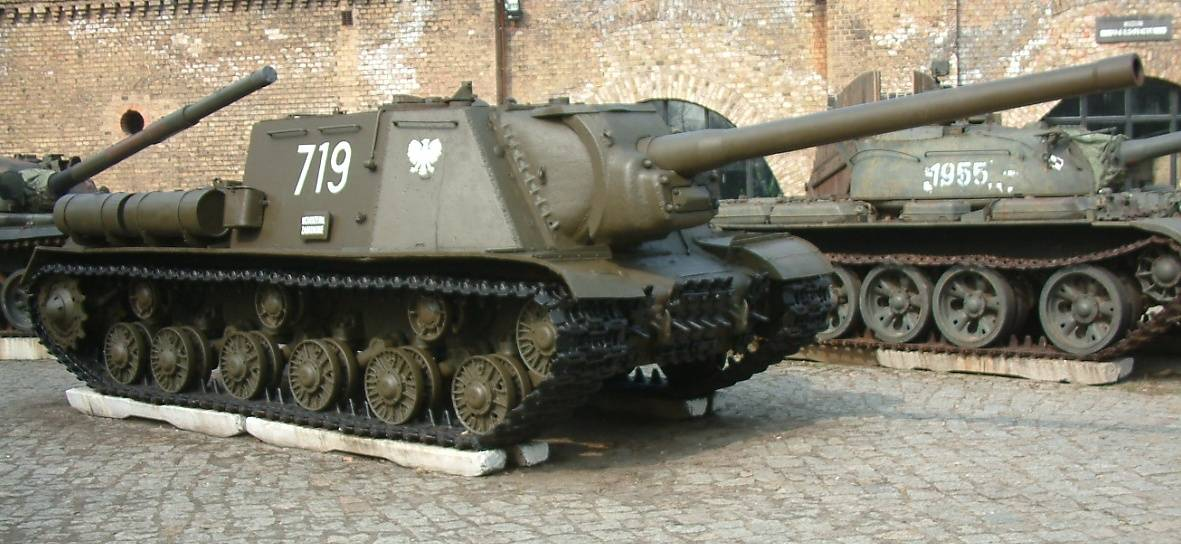
ISU-122

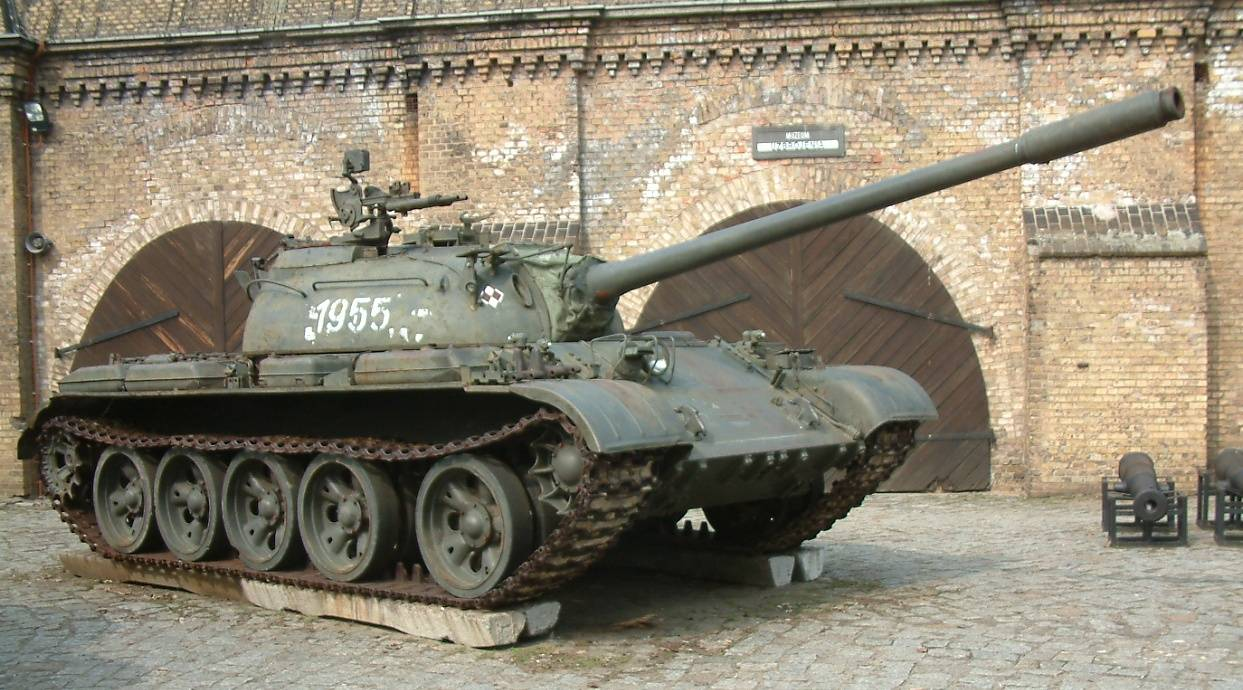
T-55

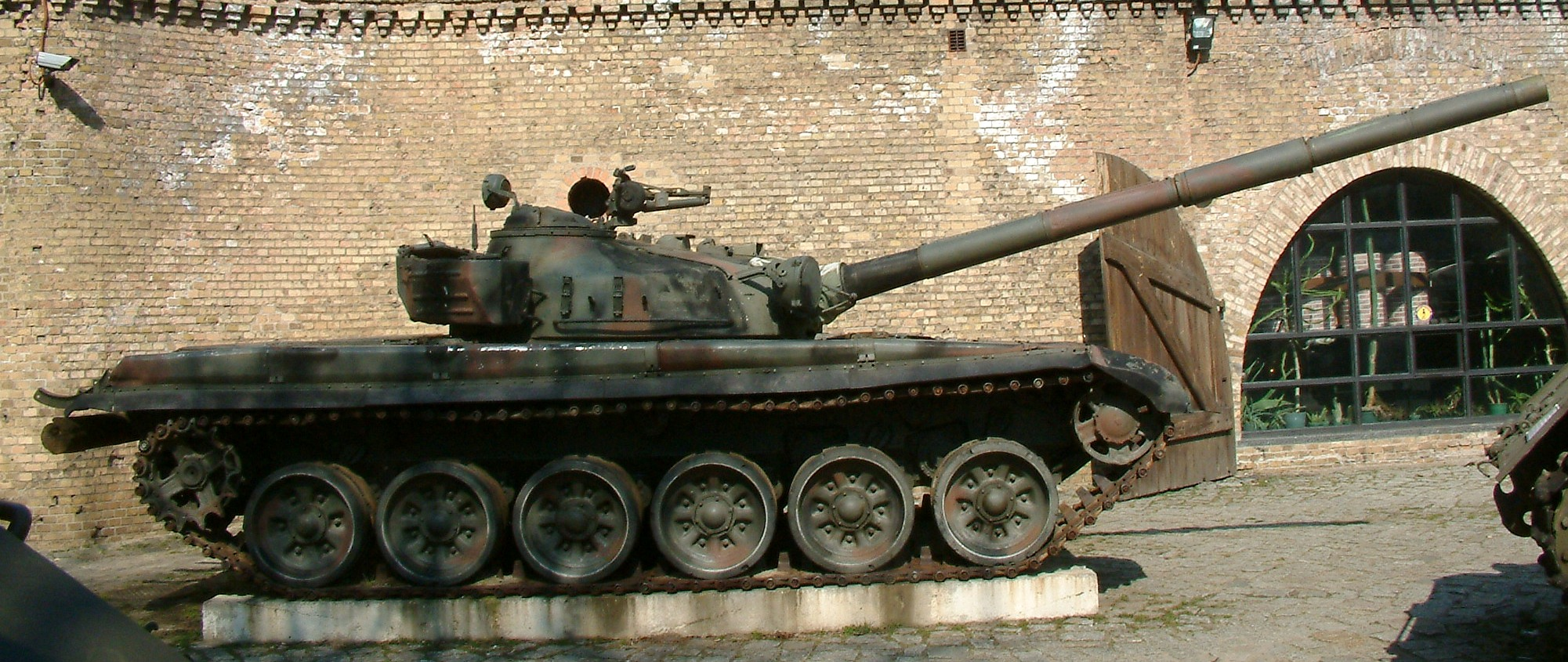
T-72

### Korpusy pancerne
- 1 Korpus Pancerny
- 2 Korpus Pancerny

### Dywizje pancerne
- 5 Saska Dywizja Pancerna
- 10 Sudecka Dywizja Pancerna
- 11 Drezdeńska Dywizja Pancerna
- 16 Kaszubska Dywizja Pancerna
- 19 Dywizja Pancerna (LWP)
- 20 Warszawska Dywizja Pancerna

### Pułki czołgów
- 14 pułk czołgów – w 1967 przemianowany na 51 pcz
- 30 pułk czołgów – w 1967 przemianowany na 5 pcz; wchodził w skład 3 DZ; stacjonował we Włodawie;
- 64 pułk czołgów – wchodził w skład 20 DPanc; rozformowany w 1957 („zastąpił go” 20 pcz);
- 69 pułk czołgów – wchodził w skład 19 DPanc; stacjonował w Słubicach; rozformowany w 1957 („zastąpił go” 22 pcz)

### Pułki czołgów i artylerii pancernej
- 9 Łużycki pułk czołgów i artylerii pancernej – stacjonował w garnizonie Słupsk
- 11 pułk czołgów i artylerii pancernej – stacjonował w garnizonie Giżycko; pułk 15 DZ; od 1957 1 DZ
- 12 pułk artylerii pancernej – stacjonował w garnizonie Trzebiatów
- 13 pułk czołgów i artylerii pancernej – stacjonował w garnizonie Opole
- 16 Pułk Czołgów i Artylerii Pancernej – stacjonował w garnizonie Szczecin
- 17 pułk artylerii pancernej – stacjonował w garnizonie Żagań
- 18 pułk czołgów i artylerii pancernej – stacjonował w garnizonie Nysa
- 18 pułk czołgów i artylerii pancernej – stacjonował w garnizonie Wędrzyn
- 20 pułk czołgów i artylerii pancernej – pułk 14 DP; stacjonował w garnizonie Stargard Szczeciński; w 1957 przekształcony w 20 pcz i włączony do 20 DPanc;
- 22 pułk czołgów i artylerii pancernej – stacjonował w garnizonie Żagań
- 26 pułk czołgów i artylerii pancernej – stacjonował w garnizonie Gubin
- 22 samodzielny pułk czołgów i artylerii pancernej – stacjonował w garnizonie Żagań
- 35 pułk czołgów i artylerii pancernej – sformowany w 1957; pułk 15 DP, stacjonował w Ostródzie

### Bataliony czołgów i artylerii pancernej
- 1 samodzielny batalion artylerii pancernej- sformowany w 1950 batalion 1 KPanc; stacjonował w Giżycku
- 2 samodzielny batalion artylerii pancernej- sformowany w 1950 batalion 2 KPanc; stacjonował w Żaganiu
- 10 batalion czołgów i artylerii pancernej – stacjonował w garnizonie Nysa
- 10 batalion czołgów i artylerii pancernej – stacjonował w garnizonie Opole
- 13 batalion czołgów i artylerii przeciwpancernej – stacjonował w garnizonie Gubin
- 23 batalion czołgów i artylerii pancernej – sformowany w Orzyszu w 1955; Wchodził w skład 18 DP. Po rozformowaniu dywizji od 1.01.1957 włączony w skład 1 DZ jako szkolny batalion czołgów. W połowie 1957 batalion został przeniesiony do Włodawy jako batalion organiczny 3 DP. Wydzielona z batalionu część szkolna została przeniesiona do Skierniewic i weszła w skład batalionu szkolnego 1 WDZ.
- 28 batalion czołgów i artylerii pancernej (JW 5557[1]) – stacjonował w garnizonie Giżycko
- 30 batalion czołgów ciężkich i artylerii pancernej – stacjonował w garnizonie Braniewo
- 32 Pomorski batalion czołgów ciężkich i artylerii pancernej – stacjonował w garnizonie Lębork
- 33 batalion czołgów i artylerii pancernej – stacjonował w garnizonie Warcisław
- 34 batalion czołgów ciężkich i artylerii przeciwpancernej – stacjonował w garnizonie Biedrusko
- 35 batalion czołgów i artylerii pancernej – stacjonował w garnizonie Ostróda
- 36 batalion czołgów i artylerii pancernej – stacjonował w garnizonie Żagań

### Bataliony szkolne
- 17 szkolny batalion czołgów, JW 1210, Ostróda[1]

## Jednostki pancerne Sił Zbrojnych RP

### Dywizje
- 11 Lubuska Dywizja Kawalerii Pancernej

### Brygady pancerne
- 1 Warszawska Brygada Pancerna
- 3 Brygada Pancerna (rozformowana)
- 4 Brygada Kawalerii Pancernej (rozformowana)
- 6 Brygada Kawalerii Pancernej (rozformowana)
- 9 Brygada Kawalerii Pancernej (rozformowana)
- 10 Brygada Kawalerii Pancernej
- 12 Brygada Kawalerii Pancernej (rozformowana)
- 15 Wielkopolska Brygada Kawalerii Pancernej (rozformowana)
- 34 Brygada Kawalerii Pancernej

Pozostałe jednostki
- 1 batalion czołgów wchodzący w skład 21 BSP